# Jingxi
Jingxi  léase Ching-Si  (en chino, 靖西市; pinyin, Jìngxī shì) es un municipio bajo la administración directa de la Prefectura Baise en la Región autónoma de Guangxi, República Popular China. Su área es de 3326 km² y su población total para 2020 superó los 480 mil habitantes.

## Administración
El municipio de Jingxi se divide en 19 pueblos que se administran en 11 poblados y 8 villas. 